# Atentado de la Universidad de Navarra de 2008
El atentado de la Universidad de Navarra de 2008 fue un ataque perpetrado por la organización terrorista ETA el 30 de octubre de 2008 a las 10:58 a.m. CET en la Universidad de Navarra en Pamplona, Navarra. Consistió en la colocación de un coche bomba en el aparcamiento situado junto al edificio central del campus de la universidad, que explotó mediante un artefacto compuesto por 80 y kilos de explosivos colocados en un Peugeot 306 por miembros del comando Ezuste integrado en ETA. El atentado no causó víctimas mortales pero sí se contabilizaron 168 personas heridas, principalmente por el impacto de cristales, además del destrozo de un centenar de vehículos afectados por la deflagración y numerosos daños en los edificios situados en los alrededores del aparcamiento.